# Усечённый тетраэдр
Усечённый тетра́эдр — полуправильный многогранник, получающийся из тетраэдра удваиванием количества сторон у граней, и на месте вершин создаются новые грани.

## Прямоугольные координаты усечённого тетраэдра
Усечённый тетраэдр можно расположить в пространстве так, чтобы его вершины имели координаты
- (+3,+1,+1), (+1,+3,+1), (+1,+1,+3)
- (−3,−1,+1), (−1,−3,+1), (−1,−1,+3)
- (−3,+1,−1), (−1,+3,−1), (−1,+1,−3)
- (+3,−1,−1), (+1,−3,−1), (+1,−1,−3)

## Галерея

Усеченный тетраэдр вращающееся
Усечённый тетраэдр